# 卡济亚克 (埃罗省)
卡济亚克（法語：Cazilhac，法語發音：[kazijak] ⓘ）是法国埃罗省的一个市镇，属于洛代沃区。

## 地理
卡济亚克（43°55'25"N, 3°42'6"E）面积11.69 平方千米，位于法国奧克西塔尼大區埃罗省，该省份为法国南部沿海省份，南濒地中海，西南接奥德省，西北接塔恩省和阿韦龙省，东北与加尔省接壤。
与卡济亚克接壤的市镇（或旧市镇、城区）包括：圣于连德拉内夫、圣洛朗勒米尼耶、阿戈内斯、布里萨克、冈日、戈尔涅斯、拉罗克。

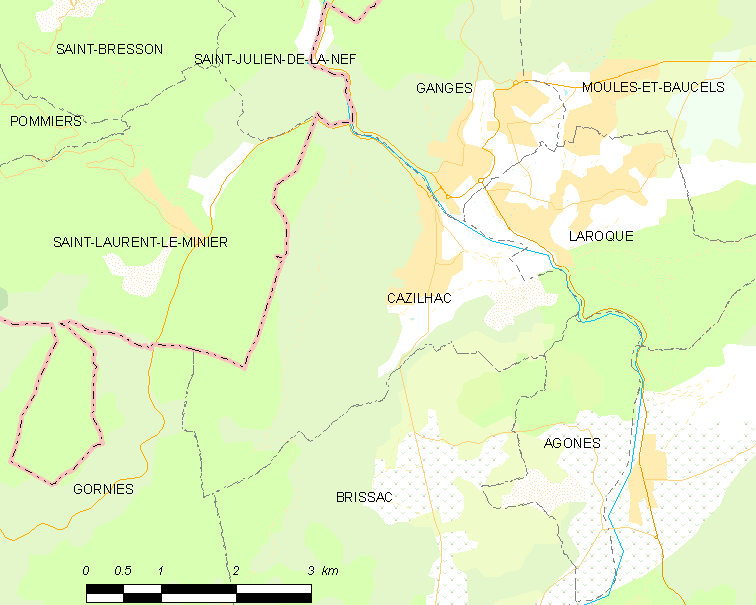
的OSM定位图

卡济亚克的时区为UTC+01:00、UTC+02:00（夏令时）。

## 行政
卡济亚克的邮政编码为34190，INSEE市镇编码为34067。

## 政治
卡济亚克所属的省级选区为洛代沃县。

## 人口

1962-2008年间人口变化图示

卡济亚克于2022年1月1日时的人口数量为1583人。